# Château de Fontirou
Le château de Fontirou est un château fort, situé sur le territoire de la  commune de Castella, au lieu-dit Fontirou, au pied de la colline de la Truffe.

## Histoire
L'histoire de la seigneurie de Fontirou n'est pas  bien connue. D'après J.-R. Mauboutin, le château est cité dès 1259 sous le nom de lieu de Monboira, variante de Monberols qui désignait la paroisse de Fontirou. Cette seignerie appartenait  alors à Armand de Fauguerolles et à son frère, Gaufred. Fontirou est encore cité sous le nom de Monberols dans le serment de fidélité que fait la baylie de Penne au roi de France, en 1271.
Au XVe siècle, une branche de la famille de Cours est installée à Fontirou. La famille était originaire de Cours, en Agenais. Par le testament d'Antoine de Cours, curé et co-seigneur de Lamaurelle, nous savons qu'en 1514 le seigneur de Fontirou était Bernard de Cours.
On ignore comment la seigneurie de Fontirou est passée des de Cours aux de Godailh, mais, en 1526, Robert de Godailh, receveur des tailles et trésorier du domaine d'Agenais, est qualifié de seigneur de Fontirou. Robert de Godailh était lefils de Sans de Godailh, lui aussi receveur des tailles. Sa gestion ayant paru frauduleuse au syndic de pays, celui-ci porta plainte au parlement de Bordeaux qui après enquête jugea Sanns de Godailh coupable d'avoir perçu indument plusieurs sommes. Le procureur général conclut à la confiscation des biens de l'accusé.
En 1526, Robert de Godailh s'est marié avec Gillette de Sevin, fille du juge mage de l'Agenais. Il a été aussi consul d'Agen en 1538. La Réforme ayant rapidement progressé en Agenais, il est probable qu'il se soit converti au protestantisme. Comme l'écrit Théodore de Bèze, il a  été dénoncé par un de ses cousins,  Guy de Godailh, dont il avait été le protecteur à Henri II. Il a été pendu à Montfaucon et son dénonciateur lui a succédé. Diane de Poitiers a touché le produit de l'amende. Surnommé Cappolette par les gens du pays, il fut lui-même accusé de détournement de fonds. Il est arrêté mais délivré par le cardinal de Lorraine. Il s'est réfugié dans le château de Cuzorn. Ses biens saisis, le château est devenu la propriété de Diane de Poitiers par un acte passé le 7 février 1555 avec les fils de Robert de Godailh, Jehan et Loys de Godailh. Le 14 décembre 1564, Diane de Poitiers a vendu le château de Fontirou à Jehan et Loys de Godailh.
Le donjon a été entouré d'une enceinte avec des tours rondes, construite à la hâte au moment des guerres de Religion, ainsi que des bâtiments de service. 
Le sénéchal d'Agenais, François de Durfort obligea Jehan de Godailh d'installer une garnison au château de Fontirou, en 1574. Le château a été pris et occupé par les protestants, le 20 novembre 1575. Il est repris dès le 22 novembre par une troupe catholique d'Agen appuyée par un canon, commandée par de Vesins. La garnison protestante de Fontirou est passée sur le fil de l'épée, sauf de Godailh qui est amené à Villeneuve. Il est libéré deux ans plus tard. Il a partagé les biens de la famille avec  ses frères. Le château de Fontirou devient la propriété de Pons de Godailh, conseiller au présidial d'Agen. Ce dernier mort sans postérité, ses biens sont passés à son frère, Loys de Godailh, conseiller au présidial d'Agen. De son second mariage avec Constance de Durfort, il eut une fille, Marie de Godailh, qui s'est mariée le 5 septembre 1593 avec Pierre de Latour, et lui a apporté la seigneurie de Fontirou. De ce mariage, Pierre de Latour a eu deux fils, Pierre et Gratien. Gratien de Latour, conseiller à la cour des aides, est tué au cours d'une révolte contre la gabelle, en 1635. Son frère Pierre, seigneur de Fontirou, marié à Marie Gabrielle de Sevin, est consul d'Agen 1671. Il meurt en 1694. 
Au XVIIe siècle, la famille de Latour voulant rendre le donjon habitable y a aménagé de grandes fenêtres à meneaux croisés sur la face sud et une cheminée au premier étage.
Le fils aîné de Pierre de Latour se prénomme lui aussi Pierre. Il s'est marié en 1710 avec Marie de Gadès. Il a été plusieurs fois consul d'Agen. Il a eu trois enfants, Géraud, Marie et marguerite. Géraud de Latour est mort sans postérité le 10 mai 1753. Le château de Fontirou est passé à sa sœur Marguerite, mariée à Armand de Sevin. La  famille de  Sevin a conservé le château jusqu'en 1861.
Marie de Latour s'unit avec Charles DOUMENGEOUS dit Larroque-, marchand, bourgeois, commissaire du Roy au port D’Auvillar, le fils légitime de Jean DOUMENGEOUS LARROQUE et de Jeanne MARTIN.
Ce couple aura six enfants : qui ajouteront le nom de Latour à leur patronyme
- Jeanne Marie née vers 1696.
- Jacques Doumengeoux né en 1697.sera garde du corps du Roy
- Guilhaume né en 1707.
- Antoine né en 1708.
- Philippe né à une date inconnue. avocat au parlement
- Geraud Doumengeoux né à une date inconnue.
Le château a été abandonné au début du XIXe siècle. Le cadastre de 1820 en montre tous les éléments existant à cette date. La plus grande partie des bâtiments ont ensuite disparu, à l'exception du donjon.
L'ensemble des vestiges du  château a été inscrit monument historique le 30 mai 1990.